# Marna a fucoidi
La marna a fucoidi è una litologia diffusa nell'Appennino umbro-marchigiano. È costituita da una marna contenente tracce di fucoidi (icnofossili  da pascolo di organismi sul fondale marino dal colore nero). Il contenuto fossilifero è costituito prevalentemente da foraminiferi planctonici fra cui i generi Ticinella, Hedbergella e Globigerinelloides.